# SO BLUE
「SO BLUE」（ソー・ブルー）は、1996年2月19日に森高千里が発表した楽曲、及び28枚目のシングル。CDコードはEPDA-24。
『TAIYO』にも収録されている。TBS系列『COUNT DOWN TV』オープニングテーマに起用された。

## 収録曲
1. SO BLUE （作詞：森高千里／作曲：伊秩弘将／編曲：高橋諭一）
2. 千里サンバ （作詞・作曲：森高千里／編曲：高橋諭一）
3. SO BLUE （オリジナル・カラオケ）

## 演奏

### SO BLUE
- 森高千里 ドラムス、コーラス
- 前嶋康明 アコースティックピアノ
- 高橋諭一 ギター、キーボード
- 瀬戸由紀男 ベース

### 千里サンバ
- 森高千里 ドラムス、アコースティックピアノ
- 前嶋康明 フェンダーローズ、パーカッション
- 横山雅氏 ベース
- 高橋諭一 キーボード